# Koherence (vlnění)
Koherencí rozumíme vzájemnou souvislost fáze a amplitudy vlnění vycházejících buď ze dvou různých míst na povrchu zářícího tělesa (koherence prostorová) nebo vlnění vycházejícího z jednoho místa, avšak s určitým časovým odstupem (koherence časová).

## Definice
Koherentní vlnění je vlnění o stejné frekvenci, stejného směru kmitání a o stejné fázi (nebo fázovém rozdílu). Mezi zdroje koherentního elektromagnetického vlnění patří především lasery a masery.
Optické záření dělíme na základě koherence do tří skupin: koherentní, částečně koherentní a nekoherentní.
Na koherenci závisí také interference vln. Jestliže vlny interferují, ať už destruktivně, či konstruktivně, záleží to na jejich vzájemném fázovém posunu. O dvou vlnách řekneme, že jsou koherentní, jestliže je jejich fázový rozdíl konstantní, tedy i jejich vlnová délka je shodná. Pro stacionární záření proto zavádíme pojem komplexní stupeň časové koherence g(τ). Stupeň koherence je určen tím, jak dokonale či nedokonale se vlny mohou vzájemně vyrušit.

### Stupeň koherence
{\displaystyle g(\tau )={\frac {<U^{*}(t)U(t+\tau )>}{<U^{*}(t)U(t)>}}}
Ve výrazu je symboly <> označena střední hodnota přes mnoho realizací funkce U. Stupeň koherence je pak jakousi „pamětí systému“ a srovnává míru podobnosti aktuálního záření se zářením posunutým o časový úsek τ. Absolutní hodnota g(τ) se pak pohybuje v intervalu <0; 1>. Pro monochromatické záření je {\displaystyle \mid g(\tau )\mid =1} a záření je z principu koherentní pro libovolné τ. (tj. monochromatická vlna je podobná sama sobě v jakémkoli úseku)

### Koherenční doba
Je-li g(τ) monotónně klesající funkce, pak definujeme koherenční dobu τc , kdy g(τ) klesne na určitou hodnotu (1/2 nebo 1/e). Pro τ < τc jsou fluktuace silně korelované a τ > τc jsou slabě korelované.
Světlo, jehož koherenční doba τc je mnohem delší než doba potřebná k jeho průchodu studovaným systémem, je vůči tomuto systému efektivně úplně koherentní. Světlo je tedy efektivně koherentní, jestliže vzdálenost {\displaystyle c\tau _{c}} je mnohem větší než všechny optické dráhové rozdíly, k nimž
v daném případě dochází.

### Koherenční délka
Vzdálenost
{\displaystyle l_{c}=c\tau _{c}}
Je koherenční délka. S koherenční délkou úzce souvisí spektrální šířka △ν neboli šířka spektrální čáry. Spektrum
světla je často omezeno na úzký pás soustředěný okolo centrální frekvence ν0 . Světelný zdroj s
širokým spektrem má krátkou koherenční dobu, zatímco světelný zdroj s úzkou spektrální čárou
má dlouhou koherenční dobu. V limitním případě čistě monochromatického světla má světelný zdroj
nekonečnou koherenční dobu. Vztah mezi koherenční dobou a spektrální šířkou △ν lze vyjádřit vztahem
{\displaystyle \Delta \nu ={\frac {1}{\tau _{c}}}}